# Red neuronal orientada a tareas
La red neuronal orientada a tareas (RNOT) es un conjunto de regiones del cerebro humano que responde típicamente activándose frente a tareas que demandan atención. La red incorpora regiones del sistema de atención dorsal, pero también incluye regiones prefrontales dorsolaterales y ventrolaterales, la ínsula y el área motora suplementaria. Notablemente, los nodos de ésta red también están correlacionadas durante el descanso (es decir, en la ausencia de una tarea). En personas normales, está inversamente correlacionada con la Red neuronal por defecto.

Se ha afirmado que, durante el reposo, la RNOT favorece la "conciencia externa", definida como la percepción consciente a través de diferentes modos sensoriales de nuestro entorno cercano.

## Función
Durante la ejecución tareas que demandan atención, las estructural prefrontales y parietales que componen la RNOT incrementan su actividad. En contraste, las estructuras que componen la red neuronal por defecto, incluyendo el cíngulo posterior y el córtex prefrontal medio, disminuyen su actividad. En los momentos de descanso durante la vigilia emerge el patrón contrario, con la red por defecto aumentando su actividad y la RNOT disminuyéndola.